# Oberdreis
Oberdreis – miejscowość i gmina w zachodnich Niemczech, w kraju związkowym Nadrenia-Palatynat, w powiecie Neuwied, wchodzi w skład gminy związkowej Puderbach. Liczy 878 mieszkańców (2009). Składa się z następujących osiedli: Oberdreis, Lautzert, Dendert i Tonzeche. W okolicy złoża nefrytu, pozostałości po wulkanie i kopalni bazaltu.
W 2011 wybudowano budowę rzędu elektrowni wiatrowych.
W Oberdreis urodził się Paul Deussen – niemiecki filozof, historyk, indolog specjalizujący się w sanskrycie.